# 宗兵蔵
宗 兵蔵（そう ひょうぞう、1864年3月29日 - 1944年1月30日）は、関西を中心に多くの建築物の設計を手がけた建築家。関西建築界の重鎮として活躍した。
プロポーションや細部意匠の取り扱いにすぐれ、折衷主義建築を得意とした。

## 経歴
- 1864年（元治1年）江戸の藩邸にて、福島藩士宗龍九郎の長男として生まれる
- 1887年（明治20年）第一高等中学校を経て、東京帝国大学工科大学造家学科に入学
- 1889年、日本で最初のコンペといわれる、宮城正門内鉄橋際の櫨台上に設置する巨大な銅器の懸賞設計で一等当選
- 1890年（明治23年）東京帝国大学工科大学造家学科を卒業（同期に横河民輔、葛西万司）
- 1891年（明治24年）宮内省の嘱託となり、帝国奈良博物館設計に携わり、実施設計と現場監理を行う。また帝室京都博物館（明治28年）の監理も行う。
- 1895年（明治28年）東京市技師となり、淀橋浄水場の建築工事に携わる。
- 1898年（明治31年）海軍省技師となり、横須賀鎮守府経理部建築課員となる
- 1904年（明治37年）英米独に出張する
- 1905年（明治38年）横須賀海軍経理部建築課長となる
- 1906年（明治39年）海軍省を退職し、合名会社藤田組に入る
- 1913年（大正2年）藤田組本店の完成により藤田組を退社し、大阪に宗建築設計事務所を開設する
- 1931年（昭和6年）宗建築設計事務所を閉鎖する
- 1944年（昭和19年）静岡市にて逝去（享年81）

## 主な作品
- 帝国奈良博物館（奈良市、1894年、実施設計・現場監理、現 奈良国立博物館）
- 藤田組本店（大阪市、1913年、現存しない）
- 柴島浄水場第一排水ポンプ場（大阪市、1914年、現 水道記念館）
- 難波橋（大阪市、1915年）
- 千代田生命大阪支部（大阪市、1915年、現存しない）
- 大阪回生病院本館（大阪市、1915年、現存しない）
- 南区役所庁舎（大阪市、1916年、現存しない）
- 四本萬二邸（神戸市、1917年、お菓子の里丹波に鉄骨構造化・間取り変更しミオール館として移築[1]）
- 内田信也邸洋館（神戸市、1919年、現存しない）
- 旧制灘中学校校舎（神戸市、1929年）
- 莫大小会館（大阪市、1929年、現 メリヤス会館）
- 生駒時計店（大阪市、1930年）
- あべの翔学高等学校　校舎（大阪市、1931年）